# Conhecimento racional
Conhecimento racional trata-se da abordagem epistemológica através da razão (raciocínios). Podemos colocar questões diante de nós próprios a fim de encontrar algumas respostas que se aproxime o mais possível da realidade.
- Sou eu que conheço os objetos ou será que são os objetos que me conhecem a mim?
- Qual a origem dos sujeitos e dos objetos?
- Existirão sujeitos e objetos ou uma relação resultante num ser resultante de uma fusão de ambos? Se esta última a física quântica poderá ajudar a encontrar algumas das respostas.

Ligações e materias externos
- TOZZINI, Daniel, "Objetividade e racionalidade na filosofia da ciência de Thomas Kuhn". 2011.

```
 Para obter um verdadeiro entendimento sobre : "Conhecimento Racional" é necessário entender palavra por palavra. Sendo assim : Conhecimento, ato ou efeito de conhecer, é ter ideia ou uma noção de algo, Racional : razão ,uso do mesmo, raciocínio; Com a junção podemos obter então : Conhecer através ou por meio da razão e raciocínio.
```

Conhecimento Racional significa a pessoa conhecer como usar a razão e o raciocínio.